# Crinoniscus politosummus
Crinoniscus politosummus is een pissebed uit de familie Crinoniscidae. De wetenschappelijke naam van de soort is voor het eerst geldig gepubliceerd in 2008 door Hosie.